# Úrmező
Úrmező (ukránul: Руське Поле) település Ukrajnában, Kárpátalján, a Técsői járásban.

## Fekvése
A Talabor folyó bal partján, a bustyaházai bekötőúton Técsőtől északnyugatra fekvő zsáktelepülés. A Sztara-rika patak osztja két részre. Határában emelkedik a Kápolna-domb

## Története
Úrmező nevét 1397-ben említette először oklevél, mint királyi birtokot. 1409-ben Úrmezei István fiainak birtoka lett. 1495-ben ismét királyi birtokként említették.
1910-ben 1786 lakosából 73 magyar, 342 német, 1312 ruszin, 59 ccigány volt. Ebből 24 római katolikus, 1399 görögkatolikus, 340 izraelita volt. A trianoni békeszerződés előtt Máramaros vármegye Técsői járásához tartozott.
Az egykori falu neve: Vérmező, utána lett Úrmező.

## Közlekedés
A települést érinti a Bátyú–Királyháza–Taracköz–Aknaszlatina-vasútvonal.

## Nevezetességek
- Fatemplomok: A településnek két fatemploma is van. A templomok máramarosi hosszúhajós elrendezésűek, hármas tömegtagolódásúak – torony, hajó, szentély – A templomok kettőzött tetőzetűek, félnyereg eresszel és nyeregtetővel építettek. A bejárat előtt faragott oszlopokon nyugvó tornác található. Tornyaik hegyes sisakúak, négyzetesek, erkélyes kialakításúak.

## Ismert személyek
- Itt kötött házasságot Hápka Péter (1885–1961) ügyvéd, kárpátaljai autonómiapárti magyar politikus, magyarországi országgyűlési képviselő.